# Erin Cummings
Pour les articles homonymes, voir Cummings.
Erin Lynn Cummings est une actrice américaine née à Huntsville le 19 juillet 1977, au Texas (États-Unis).

## Biographie
Erin Cummings est apparue aux côtés d'America Olivo et Julia Voth dans le film d'action Bitch Slap en 2009.
En 2010, elle joue Sura, l'épouse de Spartacus dans la série du même nom.

## Filmographie

### Cinéma
- 2003 : The Analysts : Noelle
- 2004 : Hollywood the Hard Way : Tori Welsh
- 2004 : Golf Cart Driving School : Death By Golf Cart - Dog Walker
- 2006 : Tomorrow's Yesterday : Janice
- 2007 : Rolling : Lexa
- 2007 : A New Tomorrow : Madonna
- 2008 : Welcome Home, Roscoe Jenkins : Sally
- 2008 : Oh Baby! : Caroline
- 2009 : Dark House : Paula Clark
- 2009 : Bitch Slap : Hel
- 2013 : The Iceman d'Ariel Vromen : Ellen

### Télévision
- 2003 : Star Trek : Enterprise (Enterprise) (série télévisée) : Prostitute #1
- 2005 : Passions (feuilleton TV) : Roadhouse Woman #2
- 2005 : Threshold : Premier Contact (Threshold) (série télévisée) : Jen
- 2006 : Charmed (série télévisée) : Patra
- 2006 : After Midnight: Life Behind Bars (TV) : Crystal
- 2006 : Dante's Cove (série télévisée) : Michelle
- 2007 : Amour, Gloire et Beauté (feuilleton TV) : Ann Lloyd
- 2008 : Cold Case : Affaires classées (Cold Case) (série télévisée) : Rita Flynn '53 (saison 6, épisode 9, "Dernière Pose")
- 2009 : Dollhouse (série télévisée) : Attendant
- 2009 : Nip/Tuck (série télévisée) : Jessie
- 2010 : Spartacus : Le Sang des gladiateurs (série télévisée) : Sura
- 2011 : Pan Am (série télévisée) : Ginny Saddler
- 2012 : Made in Jersey (série télévisée) : Bonnie Garretti
- 2015 : The Astronaut Wives Club (série télévisée) : Marjorie Slayton
- 2018 : NCIS : Enquêtes spéciales (série télévisée) : Major des Marines Ellen Wallace
- 2023 : Nancy Drew : Chef Lovett